# Orgues de Bort
On appelle Orgues un site géologique situé sur la commune de Bort-les-Orgues, en Corrèze, à la limite avec le département du Cantal. Constituées de phonolite qui contient des cristaux de haüyne bleus à noirâtres, les orgues doivent leur forme à des coulées volcaniques refroidies.
Elles se situent sur la face orientale du puy de Bort.

## Géologie

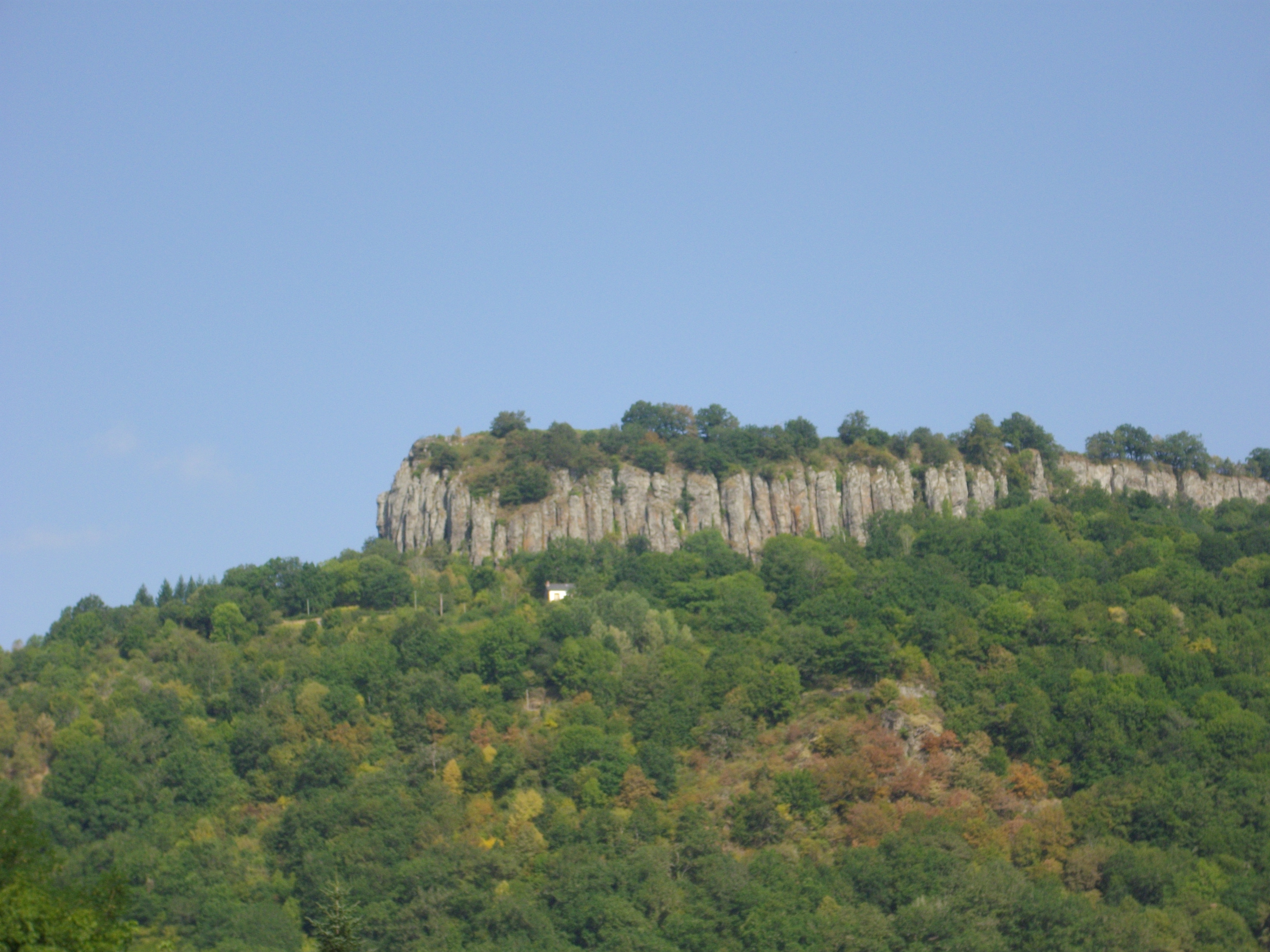
Vue distante des orgues depuis la rive opposée à la Dordogne.

La coulée du haut de Bort-les-Orgues, située à environ 750 mètres d'altitude et qui domine la ville de Bort et la vallée de la Dordogne, date de l'époque du Miocène et appartiendrait à l'un des épisodes laviques du stratovolcan cantalien. La lave s'est épanchée sur une courte distance de 1 500 mètres en s'épaississant jusqu'à une hauteur de 80 mètres. Au cours de son refroidissement, la roche s'est rétractée en colonnes polygonales que l'on appelle communément « orgues volcaniques ». La coulée, autrefois en fond de vallée, a été mise en relief par l'action de l'érosion, et se trouve donc en « inversion de relief ».

## Escalade
Un parcours d'escalade a été mis en place sur la partie gauche du site des Orgues, offrant vingt-neuf voies praticables une bonne partie de l'année et cotées du 3c au 6b.